# کانیادا بییدا
کانیادا بییدا (به اسپانیایی: Cañada Vellida) یک شهرستان در اسپانیا است که در استان تروئل واقع شده‌است.

## خصوصیات
کانیادا بییدا ۲۳ کیلومترمربع مساحت و ۵۱ نفر جمعیت دارد.